# Teruki Hara
Teruki Hara (født 30. juli 1998) er en japansk fodboldspiller, som spiller for den japanske fodboldklub Sagan Tosu.